# Murani

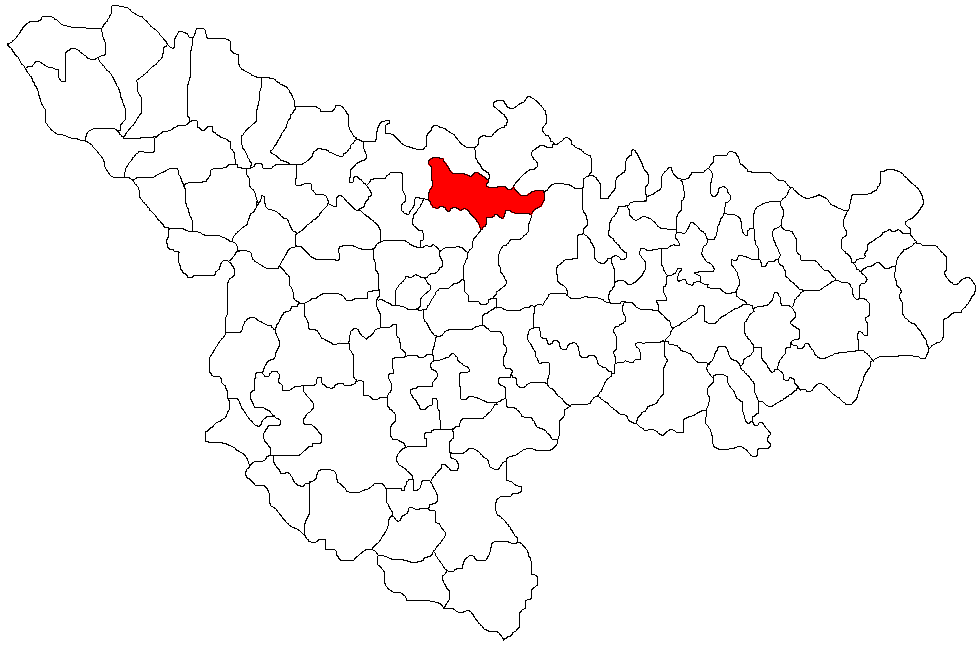
Lage der Gemeinde Pișchia im Kreis Timiș

Murani (ungarisch Temesmurány) ist ein Dorf im Kreis Timiș, Banat, Rumänien. Das Dorf Murani gehört zur Gemeinde Pișchia.

## Geografische Lage
Murani liegt im Norden des Kreises Timiș, in 25 Kilometer Entfernung von Timișoara, an der Kreisstraße DJ691 Timișoara-Lipova und an der Autobahn A1 Timișoara-Arad.

## Nachbarorte
| Orțișoara | Seceani                                     | Fibiș        |
| Cornești  | Kompassrose, die auf Nachbargemeinden zeigt | Sălciua Nouă |
| Sânandrei | Giarmata                                    | Pișchia      |

## Geschichte
Eine erste urkundliche Erwähnung einer Ortschaft namens Murun stammt aus dem Jahr 1318. Im Mittelalter wird die Siedlung Muron oder Murony erwähnt. Auf der Josephinischen Landaufnahme von 1717 ist der Ort mit 20 Häuser eingetragen. 1781 erwarb Baron Josef Kulterer das Gut und erhielt den Namenszusatz de Muranyi. 1848 war Graf Samuel Gyulay Gutsherr von Muranyi.
Nach dem Österreichisch-Ungarischen Ausgleich (1867) wurde das Banat dem Königreich Ungarn innerhalb der Doppelmonarchie Österreich-Ungarn angegliedert. Die amtliche Ortsbezeichnung war Temesmurány.
Der Vertrag von Trianon am 4. Juni 1920 hatte die Dreiteilung des Banats zur Folge, wodurch Murani an das Königreich Rumänien fiel.
In der Zwischenkriegszeit gehörte Murani zum Bezirk Vinga, Kreis Timiș-Torontal. Murani war bis 1950 Gemeindezentrum. Heute gehört Murani zur Gemeinde Pișchia.

## Muraner Ried
Das Sumpfgebiet Muraner Ried (rumänisch: Mlaștinile Murani) steht unter Naturschutz. Es erstreckt sich über eine Fläche von 200 Hektar und bietet zahlreichen Vogelarten einen geeigneten Lebensraum sowie einen Sammelplatz für Zugvögel aus dem Norden Russlands und den baltischen Staaten auf ihrem Weg ins Mittelmeer.

## Bevölkerungsentwicklung
| 1880 | 1368 | 1177 | 73  | 89 | 29 |
| 1910 | 1626 | 1375 | 149 | 97 | 5  |
| 1930 | 1266 | 1093 | 43  | 62 | 68 |
| 1977 | 803  | 777  | 12  | 3  | 11 |
| 2002 | 582  | 563  | 9   | ?  | ?  |